# Michel Bordet
Pour les articles homonymes, voir Bordet.
Étienne Michel Bordel dit Michel Bordet, né à Pacy-sur-Eure le 4 janvier 1823 et mort à Saint-Mandé le 18 mars 1892, est un auteur dramatique, acteur et chansonnier français.

## Biographie
Acteur du théâtre de Belleville, il fonde le 1er février 1858, la revue Paris chanté. Journal artistique, littéraire, poétique et de chansons commerciales qui paraîtra jusqu'en avril. 
Régisseur général du théâtre de l'Ambigu-Comique dès 1846, ses pièces ont été représentées, entre autres, au théâtre Beaumarchais et au Théâtre-Lyrique.

## Œuvres
- La-i-tou et tralala, folie-vaudeville en un acte, avec Charles Blondelet, 1858
- Ah ! Il a des bottes, Bastien !, vaudeville en un acte, avec Blondelet, 1859
- Le Passé et l'Avenir (rondeaux), à-propos en un acte, 1859
- France, Nice et Savoie, cantate, 1860
- Les Femmes, rondeau, 1860
- La Lisette du chansonnier, pièce en deux actes, mêlés de chants, avec Béranger, 1861
- À tous les diables, revue vaudeville en deux actes et deux tableaux, avec Julien Deschamps, 1863
- Encore une pilule, revue, avec Paul de Faulquemont, 1864
- La Vendange, hymne à la vigne, 1864
- Je serai laboureur, pièce en 1 acte, mêlée de chants, 1866
- Aux enfants de Belleville, cantate, 1872
- Je suis Bellevillois, protestation, 1872
- À la chaudière !, revue de l'année 1874, avec Georges Cavalier
- À l'amigo !, revue de l'année 1875 en cinq actes et sept tableaux
- V'là Belleville qui passe, revue en deux actes, 1880
- Les Compagnons de l'avenir, drame en 5 actes, 1883
- Les Victoires de la paix, cantate, non datée